# Албанци
Албанци (алб. Shqiptarët) јесу народ са југоистока Европе који претежно живи у Албанији и суседним областима. У Албанији живи око 40% (2.182.917), а у суседним земљама живи око 38% укупне албанске популације док је значајан део (22%) насељен у несуседној дијаспори. Албанци говоре албанским језиком, који има два главна дијалекта: гег и тоск. Претежно су исламске вероисповести, са значајним постотком православаца, римокатолика и атеиста.

## Име
У српском језику се у именовању припадника албанског народа употребљавају речи Албанац и Шиптар (реч која се често погрешно тумачи као увредљива), јер је то само словенизован облик речи Шћиптар (алб. Shqiptar) како Албанци сами зебе називају.
Име државе Албанија се на албанском језику изговара Шћиприја од речи шћип (алб. Shqip) или шћипри (алб. Shqip‘ri), што би значило крш или брдо, јер су они живели углавном на брдима и кршевима, па су себе називали брђанима. Међутим постоји и значење „говорити јасно, разумљиво”.
Савремени аутори додали су и тумачење по којем Шћиптари значи синови орлова, а Шћиприја земља орлова, јер је shqipe односно shqiponjë албанска реч за орла, тако да иза тога не стоји никакав увредљив контекст.
Старији облик речи Албанац у српском језику је гласио Арбанас. Поред тога, раније се за Албанце користио и турски назив Арнаут.

## Историја
Први помен албанског језика („lingua albanesca”) датира 1285. из дубровничких архива. Први албански лингвистички споменик потиче из 14. века, док је прва књига на албанском језику из 16. века.

### Порекло
Постоји више теорија о пореклу Албанаца.

#### Кавкаска теорија
На основу лингвистичких и генетских истраживања, ова теорија се данас широко сматра застарелом и нетачном. Та теорија овако гласи:
"Најстарији записи говоре о држави званој Кавкаска Албанија на југу. Северни делови су били конфедерација паганских племена. У првом веку после Хр. Кавкаска Албанија је владала данашњим Азербејџаном. Борили су се са Римљанима и Персијанцима и рано су прешли на хришћанство. Територија ове државе се данас је територија руске републике Дагестан.
Албанија на Кавказу налазила се на источним падинама те планине до Каспијског мора, покрајина Ширван, савремени Азербејџан и Дагестан. Северно од Албаније налазила се земља Алана, северно-западно су били Ибери, а западно и јужно од реке Кур Јермени. Постојао је један град под именом Албана на обали Каспијског мора између савремених градова Дивичија и Дербента. По имену овог града земља у његовом залеђу добила је име Албанија. Бекер каже: „Тамо је друга Албанија (савремени Дагестан) на Кавказу и неки писци сматрају да су њени становници исти народ као и њихови истоимењаци у Турској. У VIII веку Арапи су запосели земље око Каспијског мора и иза Кавказа. Халифат је овим освајањем, дошао у сукоб са Хазарима. Арапи су били заштитници ислама, а Хазари Мојсијеве вере, па је сукоб, поред других имао и верски карактер. Хазари су наметали Албанцима врло тежак данак па су ови стали на страну Арапа и већим делом прешли на ислам. Хазарски војсковођа у ратовима са Арапима је био каганов син Барџил. Када је ушао са војском у Албанију 730. године наредио је да се само муслимани побију. Та Барџилова наредба је натерала Албанце да беже и да траже спас код Арапа. За то време на Средоземном мору су вођене тешке борбе између Арапа, као представника ислама и Ромеја (Византијско царство), као представника хришћанства. Арапи су отели од Ромеја већи део Сицилије и део јужне Италије, па да би ојачали исламско становништво у овим земљама довели су део становништва из кавкаске Албаније, које је избегло испред Хазара. Борбе између Арапа и Ромеја на Сицилији су трајале дуго времена и у периоду 827—878., Сицилија је подељена на два дела, исламски и хришћански, па отуда назив Две Сицилије. Ромеји су успели 970. године да освоје исламски део и на том простору су преузели Албанце. Један део овог народа превели су у хришћанство.
Византијски цар Василије II заузео је 20-их година 11. века Нови Епир, а то је приближно територија савремене Албаније у којој су живели Срби и нешто Грка. Један од византијских војних старешина, по имену Тихомир Србин из Белиграда, подигао је устанак 1040. године, с намером да протера византијску власт из Новог Епира. Тихомирови устаници су били сви Срби и уз помоћ Србије протерали су Византијце из Новог Епира. Због тога су византијска царица Зое и њен трећи муж по реду Константин IX Мономах послали бројну војску у напад на Србију, у јесен 1042. године. Правац напада је ишао кроз Епир у савремену Албанију која је тада већим делом била територија Србије. Тадашњи млади српски краљ Доброслав I Војислав са својим синовима, сатро је византијску војску од 70.000 војника на челу са војводом Михаилом, префектом Драчким. Овај тежак пораз у рату са Србијом је изазвао нереде и побуне у Византији. Један од побуњеника био је и византијски војни заповедник на Сицилији по имену Георгије, звани Манијак. Пошто су га без разлога сменили са дужности, одлучио се на побуну и пошао да узме власт у Цариграду. Укрцао је своју војску са Сицилије и јужне Италије и један део Албанаца које је узео са собом као помоћне чете. Албанци су водили своје жене и децу како је било уобичајено у то време. Са том војском се искрцао у Драчу марта 1043. године. О овим догађајима сведочи Византијски историчар и сведок ових догађаја Михајло Аталиота (Mihael Attaliota) у делу Historia, Corpus scriptorum Historae.
Како је Србија била тада у ратном стању са Византијом, Манијак је рачунао на извесне српске симпатије. У борбама са царском војском код Дорјана, сицилијански војвода је погинуо и његов подухват је пропао. Албанци се нису могли вратити на Сицилију, нити су могли да остану на византијској територији, па су тражили да се населе негде у Србији. Краљ Војислав им је дозволио да се населе у једном слабо насељеном брдском пределу у околини Рабана, источно од Крује.”

#### Илирска теорија o пореклу Албанаца
Албанци себе сматрају наследницима Илира, древних становника Балкана. Ову теорију подржава већина албанских научника, као и одређен број страних научника, укључујући и српске научнике попут Цвијића. Други научници оспоравају илирско порекло Албанаца. Међутим, сама расправа о пореклу Албанаца често излази изван оквира науке, прелазећи у домен политике.
Албанци се први пут помињу у византијским историјским изворима у 11. веку, када су већ у потпуности примили хришћанство. Пре тога Птолемеј помиње град Албанополис на територији данашње Крује, у чијој околини живи племе Албани. Међутим, иако постоји континуитет албанског етнонима, не постоје поуздани докази о етничком континуитету.

#### Лингвистичке теорије о пореклу
Постоје и теорије о пореклу које Албанце доводе у везу са осталим народима који су се током велике сеобе народа доселили на Балкан. Једна од њих (Густав Мајер, славни албанолог који је доказао да албански припада индоевропској групи језика) кога наводи Каплан Буровић, пореди сличности литванског и албанског језика. Буровић цитира најпознатијег албанског језикословца Екрема Чабеја који је тврдио да су Албанци дошли из Румуније у Албанију у 10. веку, а раније су били у Литавнији.

### Средњи век
Током средњег века, Албанци су већином били хришћани, а њихове области су углавном биле под влашћу Византије. Под византијским утицајем, Албанци су прихватили грб са двоглавим орлом, који је касније постао званичан грб Албаније.
У 14. веку Албанци су живели у оквиру Српског царства, где су били признат народ. Стефан Душан је носио титулу „цар Срба, Грка, Бугара и Арбанаса”. У време османских освајања, многи албански властелини су се, заједно са српском и босанском војском, борили против турске војске у Косовском боју. У то доба на Косову је живео занемариво мален број Албанаца.
У 15. веку, када је велики део Балканског полуострва пао у руке Турака, Албанци су под вођством Скендербега (1405—1468), „змаја од Албаније”, водили беспоштедну борбу против Османског царства читаве две деценије. Након Скендербегове смрти, албански отпор се наставио још десет година, све док османска војска 1478. године, из четвртог покушаја, коначно није заузела Крују, његов родни град. Након тога, Албанија је наредних неколико векова била у саставу Османског царства.

### Османски период
Након победе Османлија, велики број Албанаца бежи у Египат, Грчку и Италију, где заснивају арберешке заједнице. Током векова османске владавине, велики део албанског становништва је примио ислам. Неки Албанци су постали чувени војници и чиновници Царства.
Албанци су задржали своје племенско уређење, не допуштајући Турцима да им се мешају у њихове унутрашње ствари и традиције. У вековима османске владавине, племена северне Албаније су живела у блиским односима са племенима Црне Горе. Према писању Марка Миљанова, Кучи, Бјелопавлићи, Хоти, Пипери и Клименти нису представљали увек две групе племена, албанску и црногорску, већ су се често заједно борили против заједничког непријатеља. Према предању, нека албанска и црногорска племена, нпр. Краснићи и Васојевићи, имају заједничко порекло, с тим што су Краснићи, из православља прешли у римокатолицизам, а Васојевићи задржали православље.
Након Велике сеобе Срба у Аустрију 1690. године, Албанци насељавају некадашње српске области Косова и Метохије. У Османском царству, Албанско становништво је живело административно подељено у четири вилајета: косовском, скадарском, јањинском и манастирском (битољском).

### Борба за независност
У 19. веку долази до буђења албанског народног покрета. 10. јуна 1878. године на састанку у Призрену Албанци оснивају Призренску лигу, која је са османским властима водила борбу за албански језик у школама и уједињење албанских области у један аутономни Албански вилајет. Порта је ово одбила, и почео је устанак 1879. којим је турска власт свргнута у Вучитрну, Призрену, Ђаковици, Приштини, Пећи и другде. Турска шаље Дервиш-пашу који војском да привремено разбија устанак. Немири поново избијају по пашином повратку у Цариград. Албанске буне ничу 1883. и 1884. године. Призренска лига била је заснована на идеји Велике Албаније, занемарујући права Срба, Словена и Грка. Агресивни противсрпски програм Призренске лиге трајно је оптеретио односе између Срба и Албанаца.
Првих година 20. века умножавају се побуне Албанаца, усмерене на добијање аутономије у оквиру Турске царевине. Између 1905. и 1912. године Албанци дижу низ устанака. Године 1908. долази до Младотурске револуције, остварене уз значајну подршку албанског становништва Косовског и Битољског вилајета, која је пружила велике наде Албанцима. Међутим, учвршћењем своје власти Младотурци напуштају своја обећања. Због тога августа 1909. избија нови устанак, а Младотурци шаљу војску која у крви гуши устанак Албанаца на Косову и Метохији.
Почетком 1912. избија велики албански устанак под вођством Општег устаничког комитета, на чијем челу су били Бајрам Цури, Иса Бољетинац, Хасан Приштина и други. Борбу Албанаца против Турске су у почетку логистички помагале Црна Гора и Србија. На збору устаничких првака у Јунику формулисани су захтеви за утврђивањем граница аутономне Албаније, повлачењем турских чиновника и увођењем албанског језика као службеног. Од Турске су тражили аутономију у албанском вилајету, који је обухватао скадарски, косовски, битољски и јањински вилајет). Међутим Албанци су тражили превише јер су имали већину само у скадарском вилајету. Због тога Турска није удовољила њиховим захтевима. Првобитно је Турска одбацивала њихове захтеве као максималистичке, али након што су устаници заузели многе градове, укључујући Ђаковицу, Митровицу, Вучитрн, Приштину и Скопље, Висока Порта је била присиљена да им изађе у сусрет. Међутим, неочекивани успех устанка и стварање аутономне Албаније је угрозило интересе суседних држава, које су исте године напале Османско царство и међусобно поделиле области насељене Албанцима. Током устанка Србија је дала устаницима новца и десетине хиљада пушака. Србија је касније понудила заједнички наступ против Турака, али Албанци су то одбили. Пошто су сматрали да ће током Балканског рата бити угрожене територије, које су они својатали придружили су се почетком Балканског рата турској војсци.
Албански прваци су се повукли на слободну област Влоре и 28. новембра 1912. на великој Народној скупштини прогласили су Албанију за независну државу.
Јован Цвијић наводи податак да је од 1876. до ослобођења са територија „Старе Србије” насилно расељено 150.000 Срба и уместо њих су насељени албански колонисти.

### Ратни и комунистички период
Народноослободилачка војска Албаније, на челу са Енвером Хоџом, је 1944. године преузела власт у Албанији. Скупштина је јануара 1946. године укинула монархију и прогласила Народну Републику Албанију. Године 1967. НР Албанија је проглашена првом атеистичком земљом у свету. Током владавине Енвера Хоџе, на територији НР Албаније изграђено је око 700.000 бункера, јер се непрестано сматрало да постоји опасност од стране инвазије. За разлику од Албанаца у Албанији велики број косовских Албанаца учествовао је у квислиншким формацијама, тако да је чак формирана фашистичка СС дивизија Скендербег, која је имала преко 6.000 бораца.
Косовски Албанци су у СФР Југославији имали територијалну аутономију. После 1961, 103,000 Срба и Црногораца напушта Косово, углавном због притисака албанских власти и косовских Албанаца Након Титове смрти, косовски Албанци су 1981. године започели протесте којима су тражили да САП Косово постане република, што им југословенске власти нису удовољиле.

### Савремени период
Након 1990. године у Албанији се уводи вишепартијски систем и земља мења назив у Република Албанија. Од 1990. земља је оријентисана према западу. Примљена је у Савет Европе, и затражила је пријем у НАТО. Албанска радна снага је наставила да емигрира у Грчку, Италију, Европу и Северну Америку.
Албанци на Косову и Метохији су 1990. године одржали незаконити референдум и прогласили Републику Косова, коју је признала само Албанија. Наредних неколико година на Косову се разбуктава српско-албански сукоб, који 1998. године прераста у Косовски рат. Након НАТО бомбардовања СРЈ 1999. године, ова покрајина долази под управу Уједињених нација. 17. фебруара 2008. косовски Албанци су једнострано без одобрења Савета безбедности УН прогласили независност Републике Косово од Србије.

## Језик
Албански језик (алб. gjuha shqipe) је индоевропски језик, који сам представља посебну грану ове породице језика. Током историје, албански језик је усвајао речи из низа страних језика: латинског, словенских језика, турског, старогрчког, италијанског и других језика. Албански има многе заједничке особине са другим језицима Балкана (види: Балканска језичка заједница).
Албански језик има 2 дијалекта: геге, северно од реке Шкумбин, и тоске јужно. Тоске дијалект је званични језик Албаније. Стандард за писани албански језик је усвојен 1908. године и заснива се на латиничном алфабету. Албанским језиком говори око 7 милиона људи.

## Религија
Албанци су претежно исламске вероисповести (40-55 % сунити и 5-10 % бекташи), са значајним постотком хришћана (25 % православних, 15 % римокатолика и гркокатолика). Албанску дијаспору чине углавном муслимани, осим Арванита у Грчкој и Арбереша у Италији. Међутим, неке организације наводе да у Албанији велики број људи не практикује ни једну религију.

## Демографија
Осим у матици Албанији, значајан број Албанаца живи у Србији (око 1.561.257), северозападу Македоније (509.083) и југозападу Црне Горе (30.439). Такође, постоје албанске заједнице у многим другим земљама, укључујући Турску, Грчку, Италију, Швајцарску и Немачку.

## Галерија
- Албанци на Балкану у 6-8. веку
- Албанци 1913. године
- Албанци 1911. године
- Албанци у Албанији (попис из 1989. године).
- Албанци изван Албаније.
- Албанци у Европи.
- Удео Албанаца на Косову и Метохији по насељима 1961. године
- Удео Албанаца на Косову и Метохији по насељима 1971. године
- Удео Албанаца на Косову и Метохији по насељима 1981. године
- Удео Албанаца на Косову и Метохији по насељима 1991. године
- Удео Албанаца у Црној Гори по насељима 1961. године
- Удео Албанаца у Црној Гори по насељима 1971. године
- Удео Албанаца у Црној Гори по насељима 1981. године
- Удео Албанаца у Црној Гори по насељима 1991. године
- Удео Албанаца у Црној Гори по насељима 2003. године